# Kanzach
Kanzach är en kommun i Landkreis Biberach i det tyska förbundslandet Baden-Württemberg. Folkmängden uppgår till cirka 520 invånare, på en yta av 11,14 kvadratkilometer.
Kommunen ingår i kommunalförbundet Bad Buchau tillsammans med staden Bad Buchau och kommunerna Alleshausen, Allmannsweiler, Betzenweiler, Dürnau, Moosburg, Oggelshausen, Seekirch och Tiefenbach.

## Befolkningsutveckling
| Befolkningsutvecklingen i Kanzach 1975–2015 | Befolkningsutvecklingen i Kanzach 1975–2015 | Befolkningsutvecklingen i Kanzach 1975–2015 | Befolkningsutvecklingen i Kanzach 1975–2015 | Befolkningsutvecklingen i Kanzach 1975–2015 |
| ------------------------------------------- | ------------------------------------------- | ------------------------------------------- | ------------------------------------------- | ------------------------------------------- |
|                                             |                                             |                                             |                                             |                                             |
| År                                          |                                             |                                             | Folkmängd                                   | Areal (ha)                                  |
| 1975                                        | 1975                                        |                                             | 431                                         | 1 120                                       |
| 1980                                        | 1980                                        |                                             | 435                                         |                                             |
| 1985                                        | 1985                                        |                                             | 389                                         |                                             |
| 1990                                        | 1990                                        |                                             | 470                                         |                                             |
| 1995                                        | 1995                                        |                                             | 501                                         |                                             |
| 2000                                        | 2000                                        |                                             | 520                                         |                                             |
| 2005                                        | 2005                                        |                                             | 501                                         |                                             |
| 2010                                        | 2010                                        |                                             | 464                                         |                                             |
| 2015                                        | 2015                                        |                                             | 495                                         |                                             |
|                                             |                                             |                                             |                                             |                                             |